# Francisco Coelho do Álamo
Francisco Coelho do Álamo (Altares, 15 de julho de 1910 — Altares, 30 de março de 1978), mais conhecido por Francisco Tomás, foi um poeta, improvisador e autor de textos para teatro popular e danças de Carnaval na ilha Terceira.